# Dubiaranea melanocephala
Dubiaranea melanocephala là một loài nhện trong họ Linyphiidae. Loài này được phát hiện ở Peru.